# Taberi River
Taberi River är ett vattendrag i Dominica.   Det ligger i parishen Saint David, i den södra delen av landet, 13 km öster om huvudstaden Roseau. Taberi River ligger på ön Dominica.